# Talwara
Talwara é uma vila no distrito de Hoshiarpur, no estado indiano de Punjab.

## Geografia
Talwara está localizada a 31° 57′ N, 75° 52′ L. Tem uma altitude média de 326 metros (1069 pés).

## Demografia
Segundo o censo de 2001, Talwara tinha uma população de 22,580 habitantes. Os indivíduos do sexo masculino constituem 53% da população e os do sexo feminino 47%. Talwara tem uma taxa de literacia de 80%, superior à média nacional de 59.5%: a literacia no sexo masculino é de 83% e no sexo feminino é de 76%. Em Talwara, 11% da população está abaixo dos 6 anos de idade.